# پیتوم
پیتوم (عبری: פיתום‎) فیتوم و یا  پرآتوم از شهرهای باستانی مصر است. در منابع متعدد رومی ، یونانی و همچنین در کتاب مقدس از آن نام برده شده ولی مکان دقیق آن همچنان نامعلوم است. تعدادی از محققان امروزه آن را با عنوان سایت  باستان‌شناسی ِ تل المسخوتا (Tell El Maskhuta)  مشخص کرده‌اند . دیگر محققان نیز نام سایت آن را  با عنوان تل الرتابه (Tell El Retabeh) می شناسند.   این در حالیست که فیلسوف و خاخام یهودی قرن دهم  ، سعادیا گائون ،  در ترجمهٔ عربی اسفار پنجگانه موسی (تورات)  آن را شهر فیوم در صد کیلومتری جنوب غربی قاهره دانسته است. 

## نام
نام پیتوم  برگرفته از کلمه פיתום به زبان عبری است که در زبان مصری متاخر باستان به معنای "خانه آتوم " می‌باشد .  آتوم از خدایان بزرگ مصر بوده‌است. 

## پیتوم در کتاب مقدس
در سفر خروج از اسفار پنج گانهٔ موسی و در باب اول آمده است که شهر پیتوم به دستور فرعون و با به بردگی کشیدن اسرائیلیان ساخته شده‌است. شهرِ دیگرِ ساخته شده در این زمان و به دستور فرعون ، شهر رامسس بوده‌است.  این شهرها در نسخ اصلی کتاب مقدس به عنوان "شهرهای گنج"  و در نسخ اصلاح شده " شهرهای انبار" نامیده شده‌اند. 